# Grischa Janorschke
Grischa Janorschke (Altenkunstadt, 30 de mayo de 1987) es un ciclista alemán que fue profesional entre 2007 y 2016.

## Palmarés
2007
- 1 etapa del Tour de Thuringe

2011
- 1 etapa del Gran Premio de Sochi

2014
- 1 etapa del Tour de China I